# Erlöserkirche (Hiltrop)

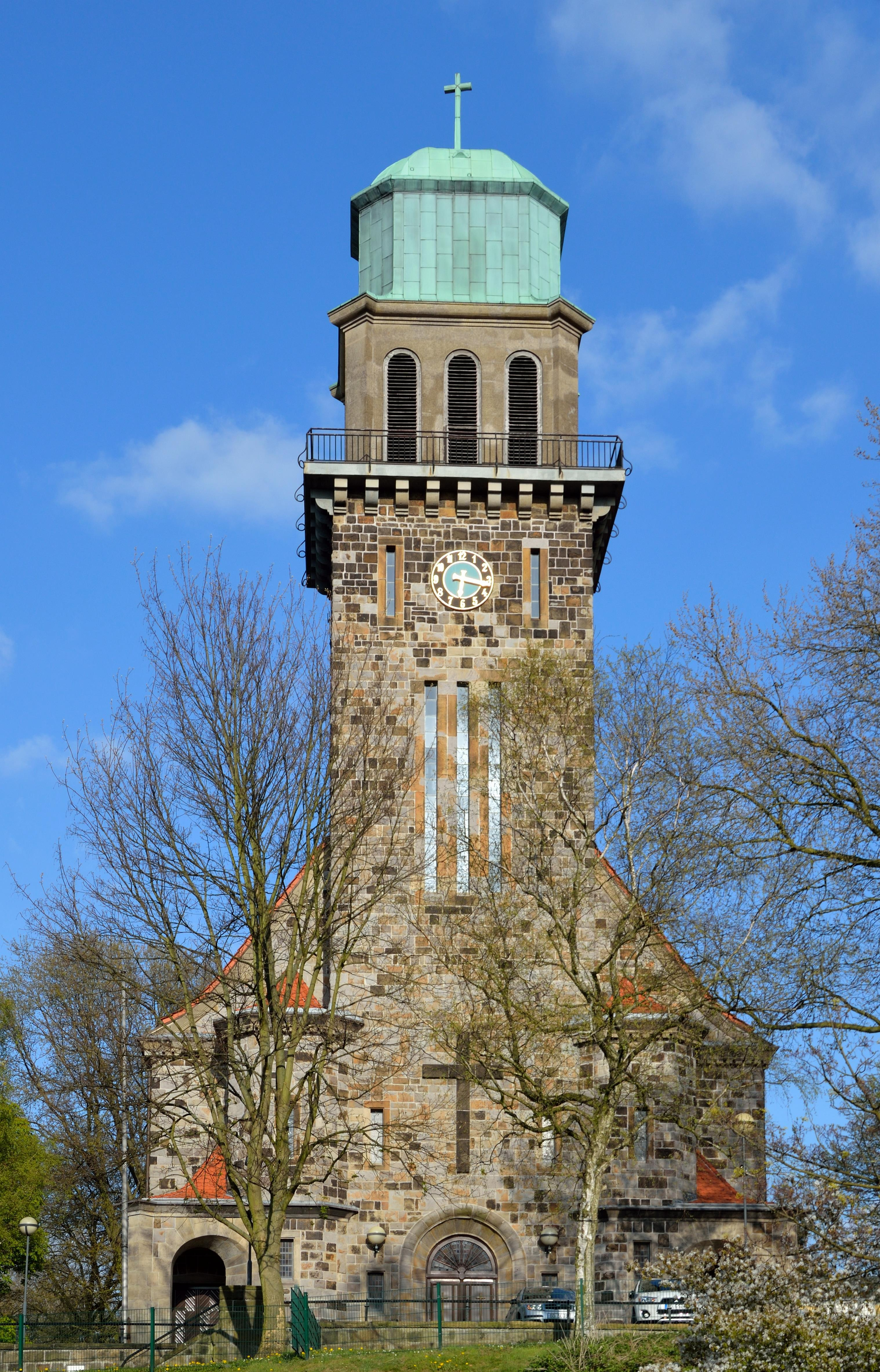
Erlöserkirche in Bochum-Hiltrop

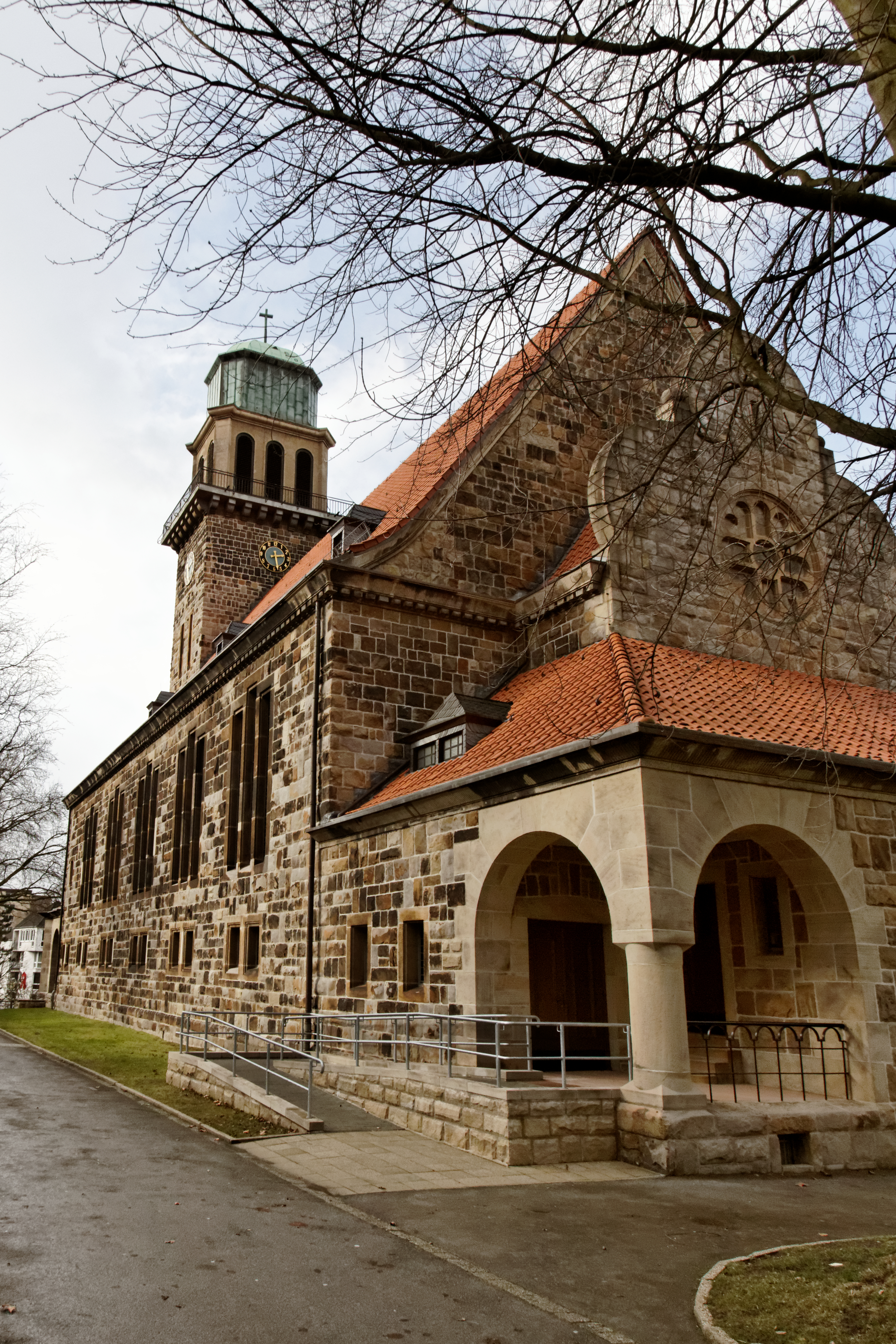
Rückseite der Erlöserkirche

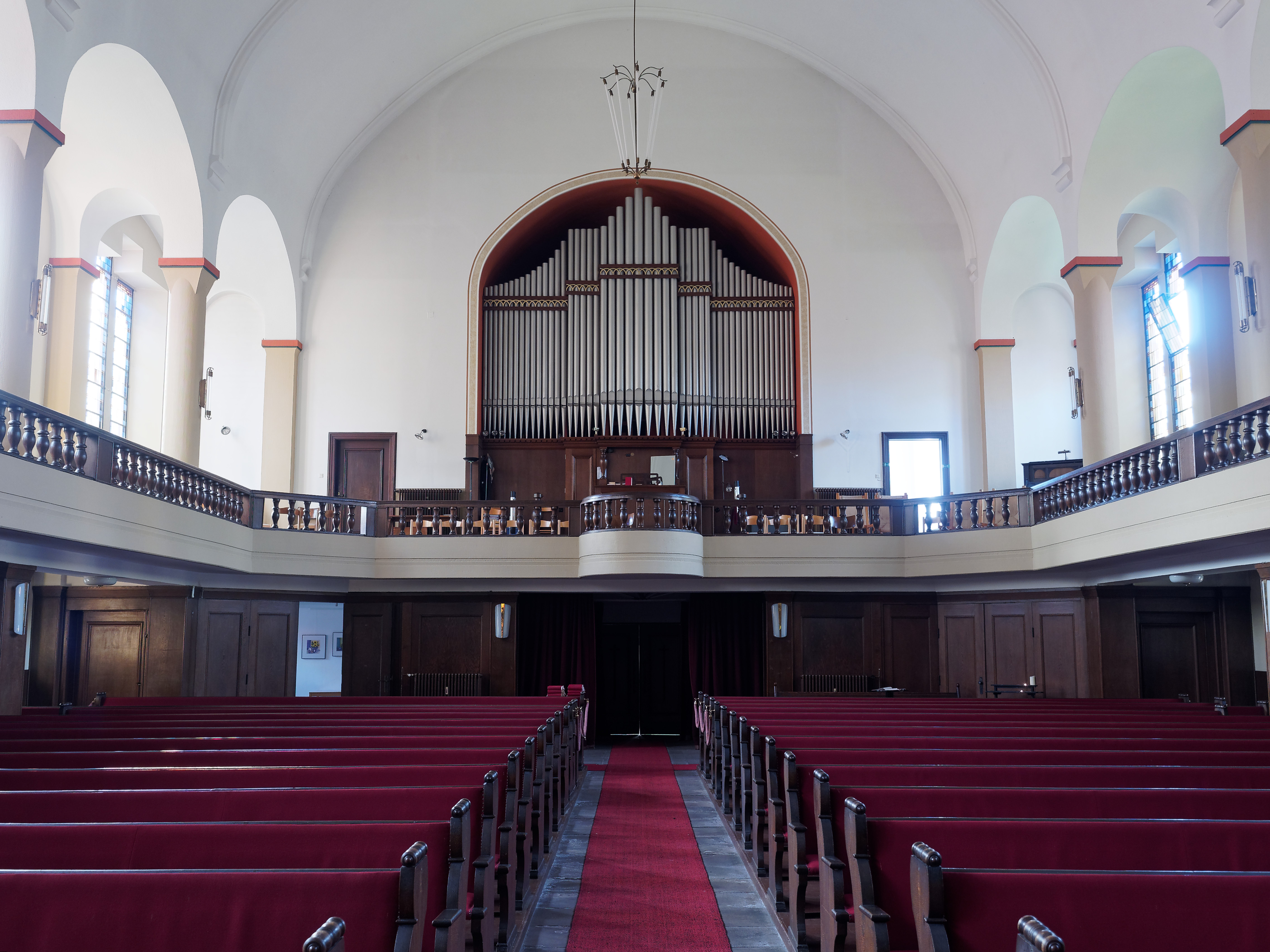
Orgel

Die Erlöserkirche (ⓘ) ist ein evangelisches Kirchengebäude im Bochumer Stadtteil Hiltrop, das 1925–1927 erbaut wurde und seit 1992 unter Denkmalschutz steht.  

## Bauwerk
Die Erlöserkirche wurde nach einem Entwurf des Architekten Karl Siebold errichtet und am 3. Juli 1927 eingeweiht. Es handelt sich um eine dreischiffige Hallenkirche aus Naturstein-Mauerwerk unter einem Satteldach mit Kranzgesims. Die Kirche hat einen Turm mit quadratischem Grundriss, in dem drei 1927 vom Bochumer Verein hergestellte Gussstahlglocken mit den Tönen h°, d' und e' hängen.
Der Innenraum der Kirche wird durch eine an drei Seiten umlaufende Empore geprägt. Wichtigstes Element der künstlerischen Ausstattung ist das Wandgemälde über dem Altar, dessen originale Fassung der Kirchenmaler Heinrich Rüter 1929 im Stil des Expressionismus schuf, das jedoch nach Kriegsschäden von Rüter selbst 1951 in konventionellerer Art erneuert wurde.

## Faust-Orgel
Die Orgel der Erlöserkirche wurde 1928 von dem Barmer Orgelbauer Paul Faust erbaut. Das Instrument hat 32 Register auf zwei Manualen und Pedal (Kegelladen) und ist eine der größten, vollständig erhaltenen Orgeln des Orgelbauers Faust. Die Spiel- und Registertrakturen sind pneumatisch.
| I Hauptwerk C–a3 |                  |        |
| 01.              | Bordun           | 16'    |
| 02.              | Principal        | 08'    |
| 03.              | Jubalflöte       | 08'    |
| 04.              | Dulciana         | 08'    |
| 05.              | Prestant         | 04'    |
| 06.              | Rohrflöte        | 04'    |
| 07.              | Gemshornquinte 0 | 02 ⁄3' |
| 08.              | Kleinoctave      | 02'    |
| 09.              | Mixtur V         |        |
| 10.              | Waldhorn         | 08'    |

| II Schwellwerk C–a3 |                   |         |
| 11.                 | Lieblich Gedeckt0 | 16'     |
| 12.                 | Flötenprincipal   | 08'     |
| 13.                 | Lieblich Bordun   | 08'     |
| 14.                 | Viola alta        | 08'     |
| 15.                 | Aeoline           | 08'     |
| 16.                 | Vox coelestis     | 08'     |
| 17.                 | Quintadena        | 08'     |
| 18.                 | Gemshorn          | 04'     |
| 19.                 | Bachflöte         | 04'     |
| 20.                 | Nasard            | 02 ⁄3'  |
| 21.                 | Octave            | 02'     |
| 22.                 | Terz              | 01 3⁄5' |
| 23.                 | Cornett III-V     | 08'     |
| 24.                 | Trompete          | 08'     |
| 25.                 | Singend Regal     | 08'     |
|                     | Tremulant         |         |

| Pedalwerk C–f1 |              |     |
| 26.            | Contrabass 0 | 16' |
| 27.            | Subbass      | 16' |
| 28.            | Stillgedeckt | 16' |
| 29.            | Cello        | 08' |
| 30.            | Dulzbass     | 08' |
| 31.            | Choralbass   | 04' |
| 32.            | Posaune      | 16' |

- Koppeln: II/I (auch als Sub- und Superoktavkoppeln), I/P, II/P
- Spielhilfen: 2 freie Kombinationen, Feste Kombinationen, Tutti, Crescendowalze